# Léon Jouret
Adolphe Léon Jouret (Aat, 17 oktober 1828 – Elsene, 7 juni 1905) was een Belgisch musicoloog en componist.
Hij was zoon van Victor Théodore Jouret, professor retorica aan het College van Aat, en Catherine Eugénie Joseph Themon. Gedurende zijn leven werd hij officier in de Leopoldsorde en werd hij gedecoreerd met het Burgerlijke ereteken eerste klasse. Zijn broer Théodore Jouret was ook werkzaam in de muziek.
Hij kreeg al op zijn achtste piano- en vioollessen aan de plaatselijke muziekschool in Ath. Hij bespeelde al vroeg het orgel van de Sint-Julienkerk. De familie verhuisde rond 1839 naar Brussel. Daar wilde hij gaan studeren aan de Koninklijk Conservatorium Brussel, maar kon pas eind 1840 aan het werk met studies solfège, later uitgebreid met studies orgel, cello, harmonieleer en compositieleer. In 1847 richtte hij samen met vrienden de literaire en muzikale cirkel Les Joyeux op. Hij zou al eerder betrokken zijn geweest bij Cercle des Arts, een verre voorloper van Cercle Gaulois. Rond 1848 verschenen zijn eerste gecomponeerde liederen op teksten van Victor Hugo, Théophile Gautier en Alfred de Musset. Vanaf komen er regelmatig zangcomposities van zijn hand voor solozangers maar ook bijvoorbeeld voor a-capella-koren. Daarbij werd hij ook wel gevraagd om werken te schrijven van zangconcoursen. Hij schreef ook een mis en de Cantate pour le jour de Pâques (Cantate voor de Paasdagen). In 1865 ziet zijn eerste opera Quentin Metsys het levenslicht, in 1868 gevolgd door Tricorne enchanté. In 1875 werd hij benoemd tot muziekprofessor aan het Brussels Conservatorium.
Hij schreef ook in het muziekblad Uylenspiegel. Gedurende zijn leven zou hij regelmatig terugkeren naar Aat, was erelid van vereniging Les Matelots de la Dendre.
Aat kent een Avenue Léon Jouret; Elsene heeft een Rue Léon Jouret.
- Biblioteca Nacional de España: XX1689439
- Bibliothèque nationale de France: cb16372488s (data)
- Gemeinsame Normdatei: 117739405
- International Standard Name Identifier: 0000 0000 2010 4019
- Istituto Centrale per il Catalogo Unico: MUSV035350
- Système universitaire de documentation: 253549825
- Virtual International Authority File: 797411
- WorldCat: E39PBJrRkkCKHq3gdmXtmCY9Dq